# Cloves
Кейти Данстен (англ. Kaity Dunstan; род. в 1996), наиболее известная под псевдонимом Cloves — австралийская певица и автор-исполнитель. В своей рецензии Allmusic описывает голос певицы как, «богатый дымный голос, напоминающий Адель и Лану Дель Рей».

## Биография

### Ранняя жизнь иThe Voice
Начала выступать вместе со своей сестрой в возрасте 13 лет, регулярно играя в различных клубах и пабах. Свою первую песню написала в возрасте 11 лет. В 2013 году приняла участие во втором сезоне австралийской версии шоу The Voice Australia, где исполнила песню Мелани «Brand New Key». Песня в её исполнении достигла 40 места в ARIA singles chart. Также во время участия в шоу она исполнила песню «Girls Just Wanna Have Fun».

### 2015 — настоящее
В 2015 году, взяв себе псевдоним Cloves, Кейти выпустила сингл «Frail Love», которой вошёл в мини-альбом XIII, выпущенный на Duly Noted Records. Песня певицы «Don’t Forget About Me» вошла в саундтрек к фильму 2016 года До встречи с тобой. Выступала на таких фестивалях как, Coachella и Lollapalooza. В ноябре 2016 года Cloves выпустила новую песню «Better Now».

## Дискография

### Мини-альбом
| Название | История релиза                                                                       |
| -------- | ------------------------------------------------------------------------------------ |
| XIII     | - Выпущен: 20 ноября 2016 - Лейбл: Duly Noted Records - Формат: Цифровая дистрибуция |

### Релизы отThe Voice
| Название                | Год  | Высшая позиция в чартах |
| Название                | Год  | ARIA                    |
| ----------------------- | ---- | ----------------------- |
| «Brand New Key» (сингл) | 2013 | 40                      |